# مت واکتر
مت واکتر (انگلیسی: Matt Wachter؛ زادهٔ ۵ ژانویهٔ ۱۹۷۶) موسیقی‌دان اهل ایالات متحده آمریکا است که عمدتاً به عنوان نوازنده گیتار بیس گروه سبک راک ترتی سکندز تو مارس شناخته می‌شود.